# 키홀 그리켄코스
키홀 그리켄코스(아일랜드어: Cichol Gricenchos)는 아일랜드 신화에서 가장 먼저 언급되는 포모르 지도자이다. 그의 이명인 "그리켄코스"의 의미는 불명확하다. Macalister는 "다리 없는", Comyn는 "발이 말라비틀어진"이라고 해석하고, O'Donovan은 아예 번역을 하지 않는다.
《에린 침략의 서》에 따르면 그는 대홍수 이후 311년이 지났을 때 200명의 남자와 600명의 여자를 이끌고 에린에 도래하여 파르홀론인들이 도래할 때까지 200년 동안 수렵과 어로로 먹고살았다고 한다. 키홀과 함께 에린에 도래한 포모르들에 의해 가축, 쟁기, 양조가 처음 도입되었다. 파르홀론인들은 에린에 도래하고 10년 뒤 마그 이하 전투를 벌여 키홀이 이끄는 포모르를 무찔렀다.